# Thatcherisme

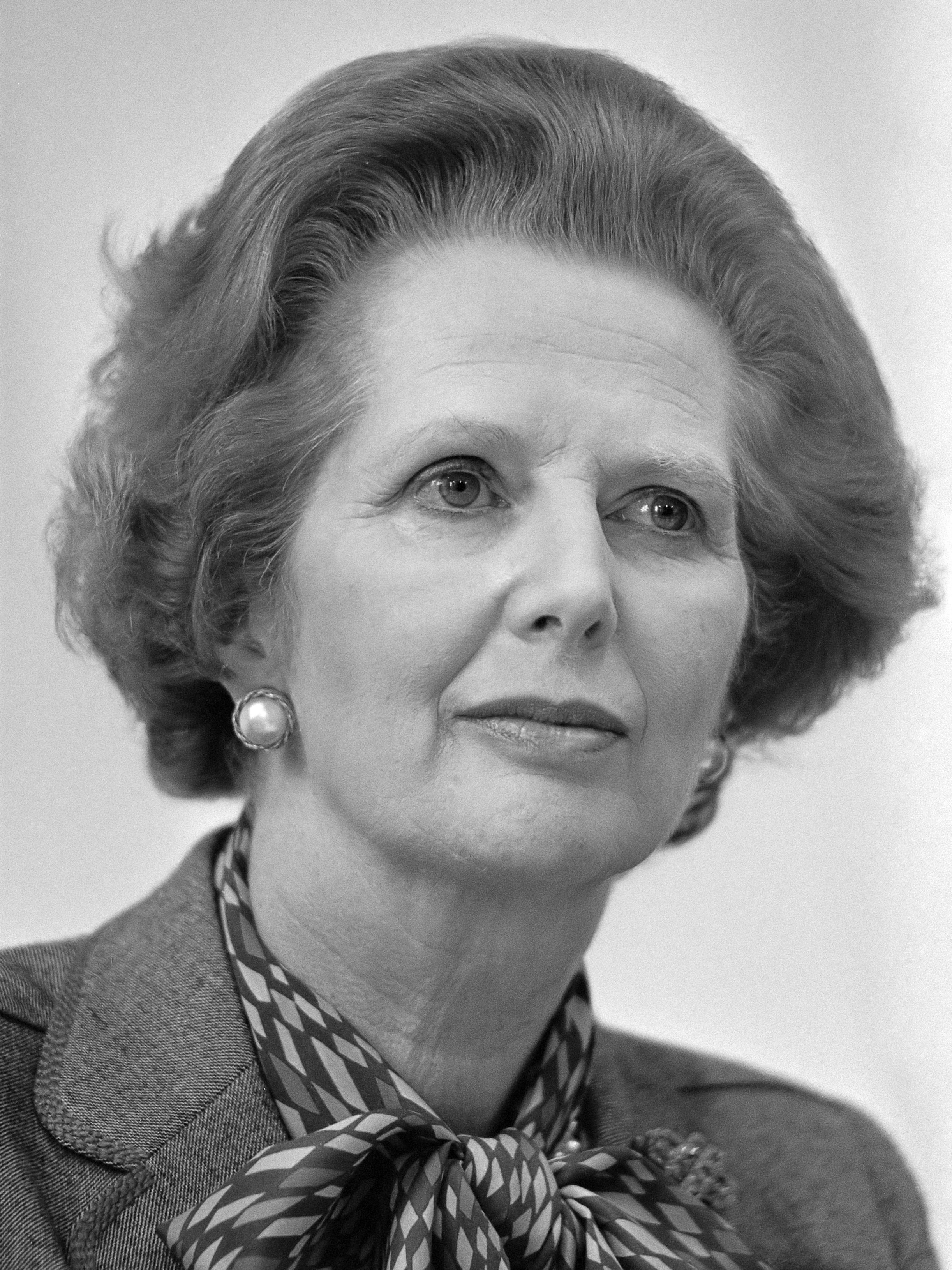
Margaret Thatcher (1925-2013).

El Thatcherisme descriu les polítiques de condemna, econòmica, social de l'estil britànic del Partit Conservador de Margaret Thatcher, que va ser líder d'ell des de 1975 a 1990. També s'ha utilitzat per descriure les creences del govern britànic sota Thatcher com a primer ministre de 1979 a 1990, i més enllà als governs de John Major, Tony Blair i David Cameron.
El thatcherisme va representar un rebuig sistemàtic, decisiu i una reversió del consens de la postguerra, mitjançant el qual els principals partits polítics van coincidir sobre manera en els temes centrals del keynesianisme, l'estat del benestar, la indústria nacionalitzada i la regulació estricta de l'economia. N'hi va haver una gran excepció: el Servei Nacional de Salut, que va ser àmpliament popular. Ella va prometre als britànics el 1982, que el Servei de Salut està «fora de perill a les nostres mans».
Tant els termes exactes del que constitueix el thatcherisme com el seu llegat específic en termes de la història britànica de les últimes dècades són controvertits. En termes d'ideologia, el thatcherisme ha estat descrit per Nigel Lawson, el Ministre d'Hisenda de Thatcher de 1983 a 1989, com una plataforma política que emfasitza els mercats lliures amb despeses governamentals reduïdes i retallades d'impostos junt amb el nacionalisme britànic tant al propi país com a l'estranger. The Daily Telegraph va declarar per l'abril de 2008 que el programa del pròxim govern britànic no conservador, l'administració de Tony Blair amb èmfasi en New Labor, bàsicament va acceptar les mesures centrals de reforma del thatcherisme, com la desregulació, la privatització d'indústries nacionals clau, el manteniment d'un mercat flexible laboral, la marginació dels sindicats i la centralització del poder de les autoritats locals al govern central.

## Descripció general
El thatcherisme pretenia minimitzar el paper de l'estat, promoure la baixa inflació i el lliure mercat a través d'un estricte control de l'oferta monetària, les privatitzacions i les limitacions en el moviment obrer. Sovint és comparat amb la reaganomia als Estats Units, la política econòmica de Roger Douglas a Nova Zelanda i el racionalisme econòmic a Austràlia, i és considerat com una part clau del moviment liberal en tot el món. Nigel Lawson, el ministre d'Hisenda de Margaret Thatcher des de 1983 fins a 1989, va classificar els ideals de Thatcher com:
| « | La llibertat de mercat, la disciplina financera, un ferm control de la despesa pública, reduccions de impostos, el nacionalisme, «els valors victorians» —(variant d'autoajuda de Samuel Smiles—, les privatitzacions i una mica de populisme. | » |

El Thatcherisme per tant, és sovint comparat amb el liberalisme clàssic. Milton Friedman qui va afirmar que «el que la gent no reconeix és que Margaret Thatcher no és en termes de creença una tory. Ella és una liberal del segle XIX». Thatcher va declarar el 1983: «No m'importaria jugar que si el senyor Gladstone estigués viu avui sol·licitaria la seva adhesió al Partit Conservador». Al 1996 Keith Joseph, durant una conferència en memòria de Thatcher, va sostenir que «El tipus de conservadorisme que ella i jo professàvem seria millor descrit com a liberal, en el sentit tradicional. I em refereixo al liberalisme de Gladstone, no al dels col·lectivistes d'aquests últims dies». Thatcher va dir una vegada a Friedrich August von Hayek: «Sé que vol que em converteixi en una whig, no, jo sóc una tory». Hayek creia que «ho sentia molt clarament».
Però la relació entre el thatcherisme i el liberalisme era complicada. L'exsecretari de Defensa de Margaret Thatcher, John Nott va dir que «és una complerta mala interpretació de les seves creences en presentar-la com una liberal del segle XIX». Com Ellen Meiksins Wood ha argumentat que el capitalisme de Thatcher era compatible amb les antigues institucions polítiques conservadores. Com a Primera Ministra, Margaret Thatcher no qüestionava les institucions antigues, com la monarquia i la Cambra dels Lords, però sí algunes de les incorporacions més recents a la política britànica com els sindicats. De fet, molts líders thatcheristes, incloient a ella pròpiament, van passar a formar part de la Cambra dels Lords: un honor que Gladstone, per exemple havia rebutjat.
Pensadors estretament associats amb el thatxerisme són Keith Joseph, Powell Enoc, Friedrich Hayek i Milton Friedman. En una entrevista amb Simon Heffer el 1996, Thatcher va declarar que les dues grans influències en el seu lideratge com a conservadora havien estat Joseph i Powell, «Dos homes molt excel·lents».

## Thatcherisme abans de Thatcher
Diversos comentaristes han rastrejat els orígens del thatcheerisme en la política de la postguerra britànica. El finat historiador Ewen Green va declarar que hi havia un ressentiment cap a la inflació, els impostos i les restriccions imposades pels moviments obrers associats amb l'anomenat consens de Buttskell en les dècades anteriors al protagonisme polític de Thatcher. Encara que el lideratge conservador es va adaptar a les reformes de postguerra del govern d'Attlee, hi havia una oposició contínua en les files inferiors de la dreta del partit, els grups de pressió de la dreta com l'Aliança de classe mitjana i la Lliga Popular per a la Defensa de la Llibertat, i més tard en centres de pensament com Centre d'Estudis Polítics. Per exemple, el 1945 el president del partit conservador Ralph Assheton havia sol·licitat 12.000 exemplars abreujats de Camí de servitud —un llibre de l'economita antisocialista Friedrich August von Hayek més tard estretament associat amb el thatcherisme—,que va ocupar una tona i mitja de les provisions de paper del partit, distribuïts com a propaganda electral.